# NGC 4998
NGC 4998 is een spiraalvormig sterrenstelsel in het sterrenbeeld Jachthonden. Het hemelobject werd op 26 april 1789 ontdekt door de Duits-Britse astronoom William Herschel.

## Synoniemen
- MCG 9-22-17
- ZWG 271.15
- IRAS13062+5054
- PGC 45537